# 64 Angelina
(64) Angelina is een middelgrote planetoïde die zich bevindt in de hoofdgordel. De planetoïde is vernoemd naar Angelia, dochter van Hermes.
De ruimtesteen werd op 4 maart 1861 ontdekt door de astronoom Ernst Wilhelm Leberecht Tempel.